# Hiiro no isu
Hiiro no isu (緋色の椅子?) è uno shōjo manga di Yuki Midorikawa con ambientazione fantasy. Serializzato sulla rivista LaLa DX dal 2002, si è concluso dopo dieci capitoli nel luglio del 2004. Pubblicati da Hakusensha sono usciti tre volumi tankōbon comprendenti quanto già pubblicato in rivista.

## Trama
Setsu, abile spadaccina, decide di andare alla ricerca dell'amico d'infanzia Luca, dal quale si è separata quando egli — essendo figlio illegittimo del re ed unico erede in vita — è stato richiamato a corte, tra i fasti della capitale. Raggiunto il palazzo reale, tuttavia, la giovane guerriera scopre che sul trono siede un impostore.
Inizia così per lei una lunga e difficile ricerca sulle tracce di Luca; aiutata da "Sua Maestà" il falso re Lucaria e un ragazzo mercenario, Dorii, Setsu si vedrà coinvolta sempre più negli intrighi politici del regno, nei torbidi affari della famiglia Baji e nelle fosche storie del passato militare che legano tra loro i più insospettabili, svelando a poco a poco il lato e le origini nascoste che mai Luca le aveva mostrato. 

## Personaggi
Setsu  ( セツ ?,  Setsu )
Eroina guerriera ed abile spadaccina. Originaria del villaggio povero di Niolz, decide di andare alla ricerca di Luka anche se costretta ad una lunga ed errabonda avventura. Per il suo carattere forte e da "maschiaccio" e per la sua abilità con la spada viene spesso scambiata per un ragazzo, ma questo - invece che infastidirla - le sembra quasi motivo di vanto.
Lucaria  (ルカリア ?,  Rukaria ), detto Luka
Figlio illegittimo del re di Banzen ed unico erede al trono. Cresciuto con la madre nel villaggio di Niolz, durante l'infanzia spesa fra lavoro e miseria conosce Setsu, alla quale lo legherà un duraturo sentimento d'affetto ben superiore alla semplice amicizia. Dopo la morte del re viene scortato dal guerriero Kazuna sino alla capitale, ma durante il viaggio alcuni mercenari li assalgono e lo feriscono gravemente. Costretto dalle circostanze ad essere abbandonato, di Luka si perde ogni traccia.
 Sua Maestà  ( 陛下 ?,  Heika)
Un tempo semplice ragazzino vagabondo sfuggito alla distruzione di una potente città di confine oppostasi al re e ad un destino da bambino-soldato, il ragazzo - senza nome a causa dell'amnesia provocata dallo shock - è stato soccorso da Luka. Dal giorno in cui si sono incontrati Luka è stato per il ragazzo l'unico e più fidato amico, cosicché ha deciso di seguirlo nel viaggio verso la capitale quando se ne è presentata l'occasione. Durante l'imboscata dei mercenari viene indicato da Luka, ferito, come vero Lukaria di modo che possa succedere al trono e vanificare così l'attentato. Non perdonandosi d'aver abbandonato Luka, cui lo lega l'amicizia ed una profonda riconoscenza, decide di aiutare Setsu nella sua ricerca, sebbene la convivenza con la ragazza sia spesso burrascosa.
 Kazuna  ( カズナ ?,  Kazuna )
Braccio armato del re e fedele servitore della dinastia regnante. Il suo oscuro passato lo vede coinvolto nella stessa guerra in cui combatté la mercenaria madre di Luka e lady Kira, sua maestra d'armi.
 Kurea Baji  ( バジ クレア ?, Baji Kurea )
Erede più giovane della famiglia Baji, per la sua trasparenza ed onestà, Kureha non può che disapprovare la propria famiglia e i suoi parenti che la trattano come mera pedina nelle loro macchinazioni. Salvata da Setsu da un gruppo di briganti, la ragazza è da allora un'amica fedele della spadaccina, pronta ad aiutarla anche a costo di andare contro la propria famiglia.
 Nagi Baji  ( バジ ナギ?,  Baji Nagi )
Fratello maggiore di Kurea ed aspirante al trono di Banzen. Anni prima aveva conosciuto, durante il servizio militare, la madre di Luka e la capitana Kira, con le quali aveva formato un trio d'amici indivisibile, anche sotto le armi.
Dorii Jin  ( ドリィ・ジン ?,  Dorii Jin )
Un assassino-bambino agli ordini della casa dei Baji. Sfuggito al suo destino di morte, Dorii ha iniziato a vagabondare per il mondo e durante i suoi viaggi ha incontrato Setsu. Incuriosito dalla ragazza e dalla sua missione, decide di accompagnarla, affezionandosi pian piano alla giovane spadaccina.

## Manga
| Nº | Giapponese 「Kanji」 - Rōmaji     | Data di prima pubblicazione      | Data di prima pubblicazione |
| Nº | Giapponese 「Kanji」 - Rōmaji     | Giapponese                       |                             |
| 1  | 「緋色の椅子 1」 - Hiiro no isu 1 | 5 dicembre 2002 ISBN 4592172981  |                             |
| 2  | 「緋色の椅子 2」 - Hiiro no isu 2 | 5 gennaio 2014 ISBN 459217299X   |                             |
| 3  | 「緋色の椅子 3」 - Hiiro no isu 3 | 4 settembre 2004 ISBN 4592173007 |                             |